# 體感科技園區
體感科技園區為位在臺灣高雄的園區，是2017年提出的前瞻基礎建設計畫中，下轄「前瞻基礎建設－數位建設」的子計畫。該園區為「概念性」的園區，以整個高雄亞洲新灣區為核心區域，北至高雄駁二藝術特區，南至高雄捷運草衙站，並於高雄捷運行政大樓設置「體感科技產業聯合推動辦公室」，由中央、地方合作，促成體感科技落地於高雄。蔡英文政府投資10億元，由中華民國經濟部、高雄市政府等單位共同投入，期許可透過體感科技產業的推動，協助高雄產業由重工業轉型為數位內容重鎮，彌補過去中華民國政府在產業佈局上重北輕南的情況。
此計畫規劃透過「前店後廠」之研發機制，讓業者在後場（由高雄市政府提供創新團隊進駐空間）進行研發，再到前店（亞洲新灣區內各種應用場域）試煉，協助業者測試產品於市場的接受度，再回到後廠進行改良或進一步對外輸出。另亦透過計畫補助相關業者投入產品創新研發。

## 來源
1. ↑  中時電子報. . 中時電子報.   [2018-12-09]. （原始内容存档于2019-11-28） （中文（臺灣））.
2. ↑  . archive.is. 2018-04-28  [2018-04-28]. （原始内容存档于2018-04-28） （中文）.
3. ↑  . edbkcg.kcg.gov.tw.   [2018-12-09]. （原始内容存档于2019-11-29）.